# Parallel (EP)
Parallel là mini album thứ năm của nhóm nhạc nữ Hàn Quốc GFriend. Nó được phát hành vào ngày 1 tháng 8 năm 2017, thông qua Source Music và được phân phối bởi LOEN Entertainment. Album có tổng cộng 8 bài hát, với "Love Whisper" là bài hát chủ đề và một bản nhạc không lời cùng tên. Album đã bán được hơn 60,000 bản tính đến tháng 8 năm 2017.
Phiên bản tái phát hành của album đã được phát hành vào ngày 13 tháng 9 dưới tên gọi Rainbow, với một bài hát cùng tên và bài hát chủ đề "Summer Rain".

## Bối cảnh và phát hành

### Parallel
Parallel ra mắt ở vị trí số 3 trên Gaon Album Chart, trên bảng xếp hạng từ ngày 30 tháng 7 đến ngày 5 tháng 8 năm 2017. Album cũng xuất hiện ở vị trí số 10 trên bảng xếp hạng World Albums của Hoa Kỳ, vào tuần kết thúc vào ngày 19 tháng 8. Album ra mắt ở vị trí số 5 trên Gaon Album Chart, trong tháng 8 năm 2017 với 61,473 bản vật lý được bán.
Ba bài hát trong album đã lọt vào Gaon Digital Chart từ ngày 30 tháng 7 đến 5 tháng 8 năm 2017. "Love Whisper" ở vị trí số 2, "One Half" ở vị trí số 52 và "Ave Maria" ở vị trí số 72.

### Rainbow
Rainbow ra mắt ở vị trí số 2 trên Gaon Digital Chart từ ngày 10 đến 16 tháng 9 năm 2017.
Hai bài hát mới từ album tái phát hành lại đã lọt vào bảng xếp hạng Gaon Digital Chart từ ngày 10 đến 16 tháng 9 năm 2017. "Summer Rain" ở vị trí số 11 và "Rainbow" ở vị trí số 86.

## Danh sách bài hát
| Parallel         | Parallel                                           | Parallel         | Parallel                    | Parallel                | Parallel   |
| STT              | Nhan đề                                            | Phổ lời          | Phổ nhạc                    | Sản xuất                | Thời lượng |
| ---------------- | -------------------------------------------------- | ---------------- | --------------------------- | ----------------------- | ---------- |
| 1.               | "Intro (Belief)"                                   |                  | Iggy Seo                    | Iggy Seo                | 1:12       |
| 2.               | "Love Whisper" (귀를 기울이면; Gwireul Giurimyeon) | Iggy Youngbae    | Iggy Youngbae               | Iggy Youngbae           | 3:32       |
| 3.               | "Ave Maria" (두 손을 모아; Du Soneul Moa)          | Megatone Ferdy   | Megatone Ferdy              | Megatone Ferdy          | 3:18       |
| 4.               | "One Half" (이분의 일 1/2; Yibuneui Il 1/2)        | Iggy Youngbae    | Iggy Youngbae               | Iggy Youngbae           | 3:34       |
| 5.               | "Life Is a Party"                                  | Mafly Ponde      | Hyuk Shin RE:ONE Davey Nate | RE:ONE                  | 3:00       |
| 6.               | "Red Umbrella" (빨간 우산; Ppalgan Usan)           | Heuktae          | Heuktae Jang Jungseok       | Jang Jungseok           | 3:26       |
| 7.               | "Falling Asleep Again" (그루잠; Geurujam)          | Mafly            | Noh Joohwan Lee Wonjong     | Noh Joohwan Lee Wonjong | 3:44       |
| 8.               | "Love Whisper" (phiên bản nhạc không lời)          |                  | Iggy Youngbae               | Iggy Youngbae           | 3:32       |
| Tổng thời lượng: | Tổng thời lượng:                                   | Tổng thời lượng: | Tổng thời lượng:            | Tổng thời lượng:        | 25:18      |

| Rainbow – phiên bản tái phát hành | Rainbow – phiên bản tái phát hành                  | Rainbow – phiên bản tái phát hành | Rainbow – phiên bản tái phát hành        | Rainbow – phiên bản tái phát hành | Rainbow – phiên bản tái phát hành |
| STT                               | Nhan đề                                            | Phổ lời                           | Phổ nhạc                                 | Sản xuất                          | Thời lượng                        |
| --------------------------------- | -------------------------------------------------- | --------------------------------- | ---------------------------------------- | --------------------------------- | --------------------------------- |
| 1.                                | "Intro (Belief)"                                   |                                   | Iggy Seo                                 | Iggy Seo                          | 1:12                              |
| 2.                                | "Love Whisper" (귀를 기울이면; Gwireul Giurimyeon) | Iggy Youngbae                     | Iggy Youngbae                            | Iggy Youngbae                     | 3:32                              |
| 3.                                | "Summer Rain" (여름비; Yeoreumbi)                  | Iggy Youngbae                     | Iggy Youngbae                            | Iggy Youngbae                     | 3:20                              |
| 4.                                | "Rainbow"                                          | Mafly                             | Fuxxy Vincenzo Any Masingga Anna Timgren | Fuxxy                             | 3:52                              |
| 5.                                | "Ave Maria" (두 손을 모아; Du Soneul Moa)          | Megatone Ferdy                    | Megatone Ferdy                           | Megatone Ferdy                    | 3:18                              |
| 6.                                | "One Half" (이분의 일 1/2; Yibuneui Il 1/2)        | Iggy Youngbae                     | Iggy Youngbae                            | Iggy Youngbae                     | 3:34                              |
| 7.                                | "Life Is a Party"                                  | Mafly Ponde                       | Hyuk Shin RE:ONE Davey Nate              | RE:ONE                            | 3:00                              |
| 8.                                | "Red Umbrella" (빨간 우산; Ppalgan Usan)           | Heuktae                           | Heuktae Jang Jungseok                    | Jang Jungseok                     | 3:26                              |
| 9.                                | "Falling Asleep Again" (그루잠; Geurujam)          | Mafly                             | Noh Joohwan Lee Wonjong                  | Noh Joohwan Lee Wonjong           | 3:44                              |
| 10.                               | "Summer Rain" (phiên bản nhạc không lời)           |                                   | Iggy Youngbae                            | Iggy Youngbae                     | 3:20                              |
| Tổng thời lượng:                  | Tổng thời lượng:                                   | Tổng thời lượng:                  | Tổng thời lượng:                         | Tổng thời lượng:                  | 32:23                             |

## Bảng xếp hạng
| Bảng xếp hạng (2017)              | Vị trí cao nhất |
| --------------------------------- | --------------- |
| Nhật Bản (Oricon)                 | 105             |
| Hàn Quốc (Gaon)                   | 3               |
| Album Đài Loan (Five Music)       | 1               |
| Album thế giới Hoa Kỳ (Billboard) | 10              |

## Doanh số
| Quốc gia          | Doanh số |
| ----------------- | -------- |
| Hàn Quốc (Gaon)   | 61,472+  |
| Nhật Bản (Oricon) | 1,269+   |

## Giải thưởng
| Tên bài hát               | Tên chương trình   | Ngày phát sóng   |
| ------------------------- | ------------------ | ---------------- |
| "Love Whisper"            | The Show (SBS MTV) | 8 tháng 8, 2017  |
| Show Champion (MBC Music) | 9 tháng 8, 2017    |                  |
| Music Bank (KBS)          | 11 tháng 8, 2017   |                  |
| Inkigayo (SBS)            | 13tháng 8, 2017    |                  |
| "Summer Rain"             | The Show (SBS MTV) | 19 tháng 8, 2017 |
| "Summer Rain"             | M Countdown (Mnet) | 21 tháng 8, 2017 |